# По наклонной (фильм, 2021)
«По наклонной» (англ. Cherry) — американский криминальный драматический фильм режиссёров Энтони и Джо Руссо по сценарию Джессики Голдберг и Анджелы Руссо-Отстот, основанный на одноимённом автобиографическом романе отставного армейского медика Нико Уокера. Главные роли в фильме исполнили Том Холланд и Сиэра Браво.
12 марта 2021 года фильм стал доступен на Apple TV+.

## Сюжет
Студент колледжа Черри с первого взгляда влюбляется в свою однокурсницу Эмили. Их отношения расцветают, но Эмили решает оставить его и учиться в Монреале. Черри опустошен и записывается в армию в качестве медика, чтобы избежать горечи расставания. Незадолго до того, как он собирается отправиться на базовое обучение, Эмили осознает свою ошибку и признается, что тоже любит Черри и что они созданы друг для друга. Черри и Эмили женятся до его отправки.
После двухлетней службы в армии Черри страдает от посттравматического стрессового расстройства после нескольких ужасных событий, в том числе наблюдения за тем, как его друг Хименес был сожжен и убит взрывом СВУ. Чтобы справиться со своими паническими атаками и сильным беспокойством он злоупотребляет оксиконтином, прописанным врачом, который помогает уменьшить симптомы посттравматического стрессового расстройства. Его растущая зависимость начинает расстраивать Эмили, и в результате она начинает принимать наркотики Черри, чтобы справиться со своим собственным расстройством, она не знает, как избавить мужа от наркотиков. Вскоре они становятся зависимыми от оксиконтина и, в конечном итоге, от героина.
Наркоторговец «Pills and Coke» просит Черри присматривать за сейфом. Черри и Эмили взламывают сейф и используют большую часть наркотиков, спрятанных внутри, для себя. Некоторое время спустя приходит «Pills and Coke» и видит пустой сейф. Черри узнает, что босс его наркоторговца Блэк является владельцем сейфа и убьет за это всех троих. Чтобы получить деньги за наркотики, которые они использовали, Черри грабит банк и возвращает деньги. Из-за ежедневного употребления героина Черри продолжает часто грабить банки после того, как он и Эмили переживают серьезную ломку. У Эмили происходит передозировка, и она чуть не умирает в больнице. Мать Эмили обвиняет Черри и заставляет его оставить её в покое.
Эмили покидает реабилитационный центр для наркозависимых и воссоединяется с Черри. Он пытается отправить ее обратно и убедить, что он ей не подходит. Эмили не согласна, и она говорит Черри, что хочет быть с ним; она снова будет принимать наркотики, несмотря ни на что. Черри нуждается в деньгах, чтобы поддержать свою зависимость, он нанимает «Pills and Coke» и своего друга Джеймса Лайтфута, чтобы они помогли ему ограбить сразу нескольких банков. Во время ограбления торговец наркотиками убегает, заставляя Черри ограбить банк в одиночку. Когда он уезжает с Лайтфутом на машине для побега, Черри догадывается, что, скорее всего, «Pills and Coke» сдаст его и убеждает Лайтфута развернуть машину и искать наркоторговца. Положив тело «Pills and Coke» в машину, Черри видит, что он сильно ранен и истекает кровью. Они обсуждают, везти ли его в больницу и решают, что это слишком рискованно, и «Pills and Coke» умирает от огнестрельного ранения. Они бросают тело на обочине дороги и расходятся.
Позже Блэк подъезжает к дому Черри, он хочет, чтобы последний погасил долг за наркотики. Черри возвращается домой, целует и прощается с Эмили перед тем, как совершить последнее ограбление. Во время ограбления Черри уговаривает кассира банка включить сигнализацию, прежде чем уйти с деньгами. Черри отдает Блэку все деньги. Затем Черри выходит на открытую дорогу и привлекает внимание полиции, стреляя из пистолета в воздух, садится на обочину и в последний раз колет инъекцию героина в ногу, прежде чем прибывает полиция и арестовывает его. Черри проходит курс детоксикации и выздоравливает в тюрьме, отбывая наказание 14 лет, прежде чем его условно-досрочно освободили. Когда Черри выходит из тюрьмы, он видит ожидающую его Эмили.

## В ролях
- Том Холланд — Черри[4], персонаж, основанный на авторе книги, Нико Уокере[7]
- Сиэра Браво — Эмили
- Джек Рейнор — Pills and Coke
- Майкл Рисполи — Томми
- Джефф Уолберг — Хименес
- Форрест Гудлак — Джеймс Лайтфут
- Майкл Гандольфини — кузен Джо
- Кайл Харви — Рой
- Пуч Холл — сержант Хумэвер
- Дэймон Уэйанс-мл. — сержант Мастерс
- Томас Леннон — отец Хумэвер
- Келли Бёрглунд — Мэдисон Ковальски
- Хосе Пабло Кантильо — сержант Деко
- Николь Форестер — доктор
- Джейми Брюэр — Шелли
- Финн О’Ши — Арнольд
- Адам Лонг — сержант Грин

## Производство
Продюсерская компания Энтони и Джо Руссо, AGBO, приобрела права на роман в августе 2018 года, обойдя предложения Warner Bros., где режиссёром был бы Джеймс Франко, и Sony, и братья Руссо стали режиссёрами фильма. В марте 2019 года Том Холланд вступил в переговоры о том, чтобы сняться в фильме. В октябре этого же года Сиэра Браво, Билл Скарсгард, Джек Рейнор, Джефф Уолберг, Кайл Харви, Форрест Гудлак и Майкл Гандольфини также присоединились к актёрскому составу. В декабре Пуч Холл получил роль в фильме.
Изначально сообщалось, что съёмки фильма начнутся 15 июля 2019 года. Съёмки фильма начались 8 октября 2019 года в Кливленд-Хайтс, Огайо. Съёмки фильма завершились 20 января 2020 года.

## Релиз
Apple TV+ приобрела фильм в сентябре 2020 года. 12 марта 2021 года картина вышла в ограниченном прокате и стала доступна на самом видеосервисе корпорации Apple.